# Tratado de Madrid (1667)

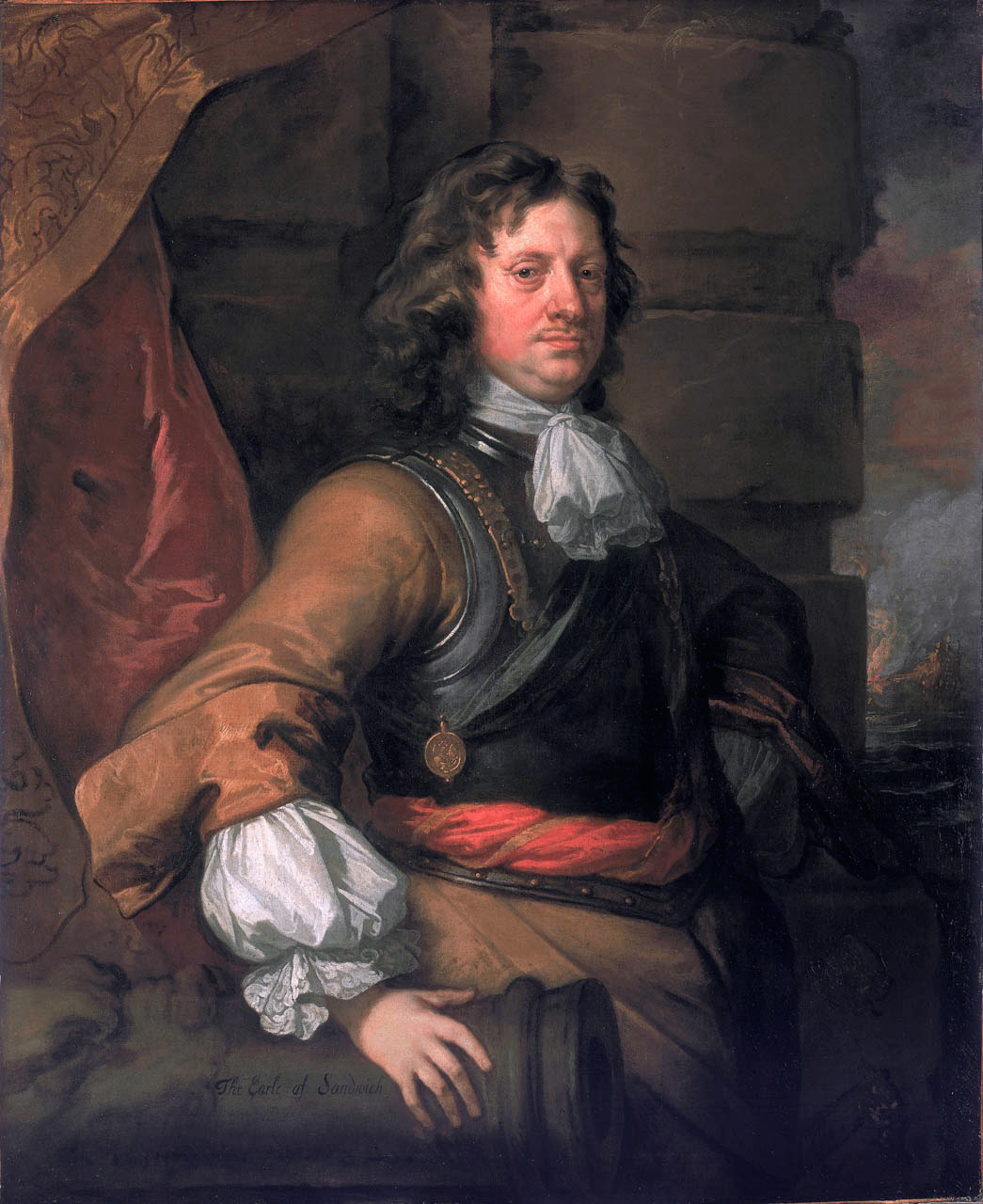
Edward Montagu, I conde de Sandwich

El tratado de Madrid de 1667 fue un tratado comercial firmado el 23 de mayo de 1667 en la ciudad de Madrid (España), entre la Monarquía Hispánica y la Monarquía Británica.  Básicamente fue una ratificación de los acuerdos comerciales establecidos en el tratado de Londres de 1604, rotos por las hostilidades de la guerra anglo-española de 1655-1660.

## Delegaciones

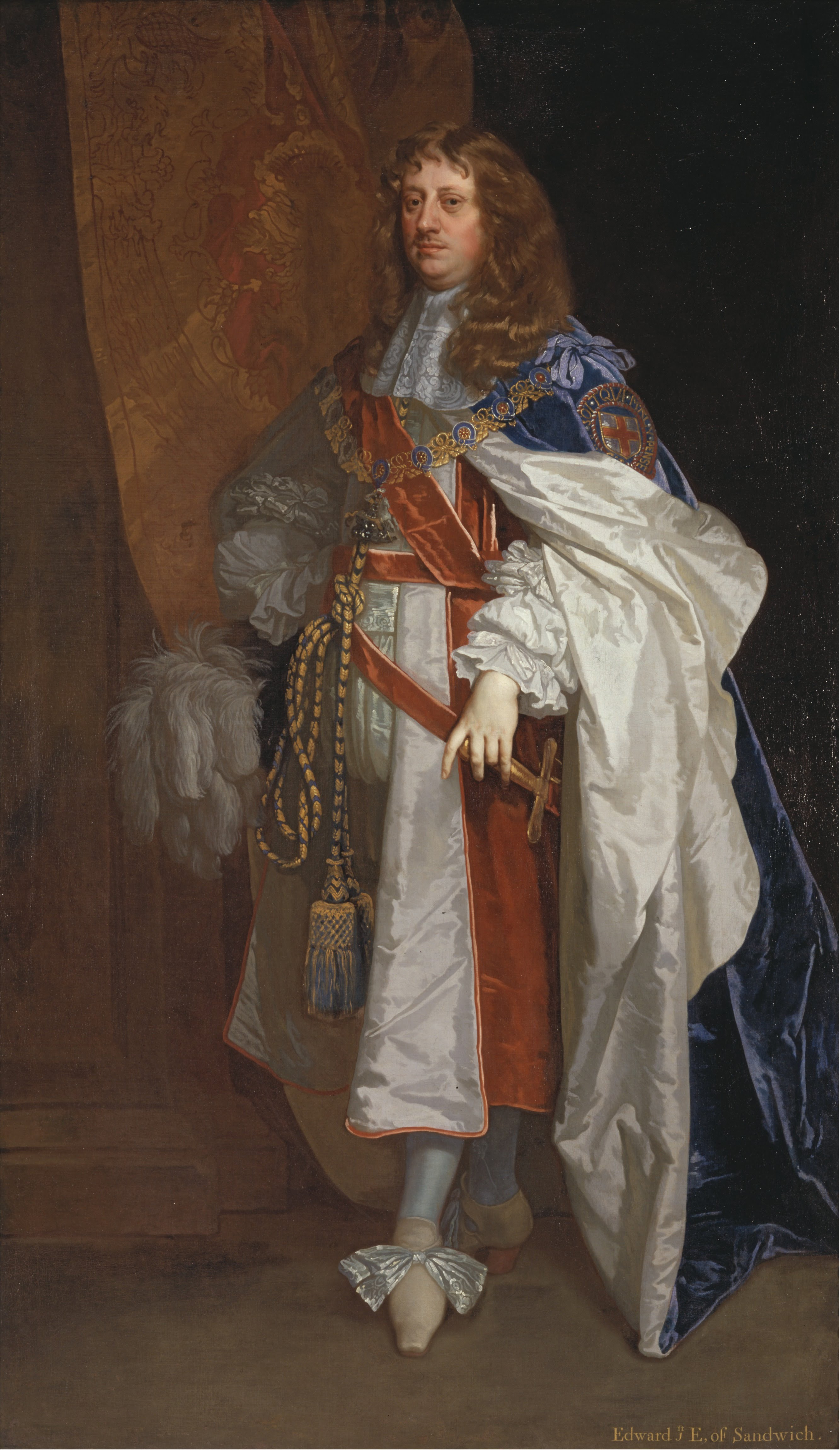
Peter Lely - Edward Montagu, primer conde de Sandwich.

Mariana de Austria, reina regente durante la minoría de edad de Carlos II de España, señaló como delegados a Juan Everardo Nithard, confesor de la reina e inquisidor general; a don Ramiro Felípez Núñez de Guzmán, duque de Sanlúcar la Mayor y de Medina de las Torres y a don Gaspar de Bracamonte y Guzmán, conde de Peñaranda.  
Por parte inglesa, Carlos II de Inglaterra envió a Edward Montagu, I conde de Sandwich en sustitución del fallecido Richard Fanshawe, que había llevado las negociaciones preliminares.
El tratado sería ratificado por la reina Mariana de Austria el 21 de septiembre del mismo año.
Tres años después se firmaría un nuevo Tratado de Madrid. 

## Acuerdos
Entre los compromisos adoptados por ambas partes se incluían:
- Mantener relaciones de paz, amistad y no agresión;
- Facilitar las relaciones comerciales mutuas en todos los territorios de ambos estados;
- Pago único de aranceles en todo el territorio;
- Igualar los privilegios comerciales de cada uno de los firmantes a los concertados con terceros países;
- Respetar el comercio de cada uno de los firmantes con terceros países;
- Derecho de los comerciantes a apelar a la justicia local;
- Derecho a mantener asentamientos comerciales;
- Prohibición de comerciar con artículos considerados contrabando, principalmente armas.